# 岩鼻軽便鉄道
岩鼻軽便鉄道（いわはなけいべんてつどう）は、かつて倉賀野駅と上州岩鼻駅とを結ぶ軽便鉄道を運営していた鉄道事業者である。陸軍の火薬製造所の貨物輸送のために開業した貨物専業の私鉄であり、国に買収されて1945年（昭和20年）に消滅した。軽便鉄道でありながら軌間は1067mmであった。

## 路線データ
- 路線距離（営業キロ）：2.6km[1][2][3]
- 軌間：1067mm[1][2][3]
- 駅数：2駅（起終点駅を含む）[3]
- 複線区間：なし（全線単線）
- 電化区間：なし（全線非電化）

## 歴史

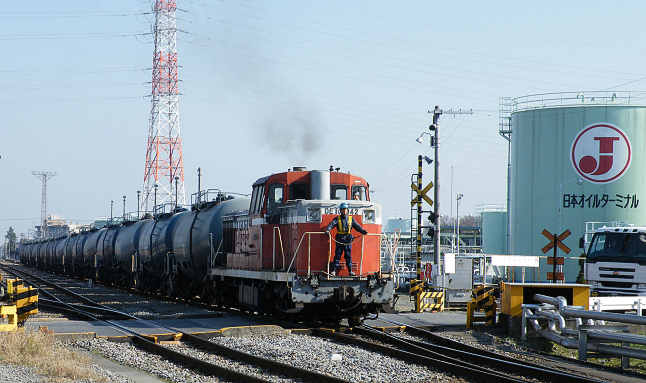
岩鼻軽便鉄道線跡に造られた操車場を出発する貨物列車（2008年）

1880年（明治13年）、陸軍は岩鼻火薬製造所を創設し、所要設備の完成後、製造所は1882年（明治15年）11月から各種火薬の製造を開始した。当初、製造所への原料や資材の輸送と製造所からの製品の輸送とは、製造所の南側を流れる烏川の舟運を主に利用して行われていた。高崎線の開業後は、倉賀野駅との間に荷馬車を走らせるようになった。
地元の有志は、倉賀野駅と製造所との間の貨物輸送需要の増大に着目して、その区間に軽便鉄道を敷設することを計画し、岩鼻軽便鉄道を設立した。測量などに鉄道院の支援を得て開通した鉄道は、倉賀野駅から日光例幣使街道とほぼ平行に東進し、粕川という小川を鉄橋で渡ってからカーブして南に向きを変え、街道に突き当たる手前の終点・上州岩鼻駅に達していた。会社の本社は、上州岩鼻駅の駅舎と共用であった。駅からは、街道の南側にある火薬製造所まで、街道を横切る引き込み線が設けられていた。
会社の従業員は10名足らずで、機関士・機関助士・車掌は在籍せず、会社には機関車もなかった。会社は有蓋緩急車と無蓋車を保有していたが、前者は車掌車として、後者は遊車（機関車・車掌車と火薬を積んだ貨車との間に保安上必要な一定距離を確保するために連結する車）としての使用が主で、結局のところ、院線（鉄道院）・省線（鉄道省・運輸通信省）の職員が、院線・省線の機関車に、院線・省線の貨車を牽引させて、岩鼻軽便鉄道の輸送を行っていた。会社の経営はおおむね順調であった。
1942年（昭和17年）には、火薬製造所が当時の日光例幣使街道を越えて北側に拡張されることとなり、街道は現在のものに付けかえられた。また、街道をはさんで製造所の北側に面していた上州岩鼻駅は、製造所の敷地内に取り込まれた。このため、軍事施設に私鉄が乗り入れる格好となり、機密保持上これを問題視した陸軍省は、岩鼻軽便鉄道を買収すべく会社と交渉を始めた。
買収の交渉は1945年（昭和20年）に入ってまとまったが、会社が営業を廃止したのは、日本が連合国に降伏した後になった。しかしながら買収は予定どおり実行され、鉄道の敷地は大蔵省の管理下に置かれた。
火薬製造所の跡地は、現在、北から順に量子科学技術研究開発機構（旧法人名：日本原子力研究開発機構）高崎量子応用研究所、群馬県立公園群馬の森、日本化薬高崎工場として利用されている。上州岩鼻駅跡は、量子科学技術研究開発機構の敷地内に位置していた。
1960年（昭和35年）9月15日、亜細亜石油（現 ENEOS）は倉賀野駅からの専用線を開設したが、これは岩鼻軽便鉄道の線路敷の一部を再利用したものであった。また、日本国有鉄道は倉賀野駅を近代的な貨物ターミナルとして整備することとし、石油基地、自動車基地、コンテナ基地、飼料基地、セメント基地を次々に設置した。高崎線本線からこれらの基地に向かう線路（倉賀野駅構内の一部。高崎線本線との分岐点から粕川の手前までの1.8km）もまた、岩鼻軽便鉄道の線路敷の一部を再利用したものであった。この線路からは、関東電工、昭和石油（現昭和シェル石油）、日本セメント（現太平洋セメント）、日本ケロッグの各専用線も分岐していた。その後専用線や自動車基地、飼料基地は廃止されたが、石油基地とコンテナ基地は現在も稼働しており、岩鼻軽便鉄道の旧線路敷の上を、毎日多数の貨車が通過している。

### 年表
- 1916年（大正5年）1月24日 免許交付[4]
- 1916年（大正5年）7月11日 岩鼻軽便鉄道設立[1]。資本金6万円
- 1917年（大正6年）4月28日 倉賀野 - 上州岩鼻間 (2.6km) 開業[5]
- 1945年（昭和20年）8月30日 全線廃止[6]
- 1967年（昭和42年）9月13日 石油基地（日本オイルターミナル）開業
- 1968年（昭和43年）4月1日 自動車基地開業
- 1969年（昭和44年）10月1日 コンテナ基地開業
- 1969年（昭和44年）11月1日 飼料基地（日本飼料ターミナル）開業
- 1976年（昭和51年）4月1日 セメント基地（セメントターミナル）開業

## 駅一覧
倉賀野駅（くらがの） - 上州岩鼻駅（じょうしゅういわはな）

## 接続路線
- 倉賀野駅：高崎線・八高線

## 輸送・収支実績
| 年度 | 貨物量（トン） | 営業収入（円） | 営業費（円） | 営業益金（円） | その他損金（円） | 支払利子（円） | 有蓋貨車 | 無蓋貨車 |
| ---- | -------------- | -------------- | ------------ | -------------- | ---------------- | -------------- | -------- | -------- |
| 1917 | 17,587         | 11,607         | 6,783        | 4,824          |                  | 2,209          |          | 1        |
| 1918 | 26,835         | 22,682         | 11,150       | 11,532         |                  | 1,651          | 1        |          |
| 1919 | 25,472         | 23,040         | 14,242       | 8,798          |                  | 646            | 1        |          |
| 1920 | 21,163         | 21,595         | 21,163       | 432            |                  | 509            | 1        |          |
| 1921 | 14,553         | 21,956         | 17,102       | 4,854          |                  |                | 1        |          |
| 1922 | 17,515         | 27,948         | 21,132       | 6,816          |                  |                | 1        |          |
| 1923 | 11,449         | 18,965         | 17,760       | 1,205          |                  |                | 1        |          |
| 1924 | 18,112         | 22,388         | 16,963       | 5,425          |                  |                | 1        | 2        |
| 1925 | 16,082         | 24,737         | 20,186       | 4,551          |                  |                | 1        | 2        |
| 1926 | 17,825         | 25,751         | 19,753       | 5,998          | 償却金759        |                | 1        | 2        |
| 1927 | 17,531         | 25,936         | 18,198       | 7,738          | 償却金694        | 25             | 1        | 2        |
| 1928 | 21,646         | 29,881         | 19,050       | 10,831         |                  | 67             | 1        | 2        |
| 1929 | 14,413         | 23,772         | 19,238       | 4,534          |                  | 132            | 2        | 2        |
| 1930 | 13,180         | 18,937         | 15,351       | 3,586          |                  | 99             | 2        | 2        |
| 1931 | 12,043         | 16,019         | 13,044       | 2,975          |                  | 93             | 2        | 2        |
| 1932 | 8,234          | 11,299         | 10,693       | 606            |                  | 133            |          |          |
| 1933 | 9,029          | 10,642         | 9,295        | 1,347          |                  | 56             |          |          |
| 1934 | 8,247          | 10,291         | 8,750        | 1,541          |                  | 64             | 2        | 2        |
| 1935 | 7,957          | 9,320          | 8,062        | 1,258          |                  | 206            | 2        | 2        |
| 1936 | 7,467          | 8,825          | 8,162        | 663            |                  | 90             | 2        | 2        |
| 1937 | 12,543         | 13,249         | 9,437        | 3,812          |                  | 119            | 1        | 1        |
| 1939 | 26,032         |                |              |                |                  |                |          |          |
| 1941 | 64,109         |                |              |                |                  |                |          |          |

- 鉄道院鉄道統計資料、鉄道省鉄道統計資料、鉄道統計資料、鉄道統計各年度版